# ثاديوس موت
ثاديوس فيلبس موت (بالإنجليزية: Thaddeus Phelps Mott) (ولد في 7 ديسمبر 1831 وتوفي في 23 نوفمبر 1894)، مغامر وبحار ومرتزق أمريكي في القرن التاسع عشر، وهو نجل الجراح الأمريكي الشهير فالنتين موت.
شارك موت في الحرب الأهلية الأمريكية كضابط في جيش الاتحاد، كما خاض معارك في كل من المكسيك وإيطاليا والدولة العثمانية. وفي عام 1870، أصبح أول ضابط أمريكي ينضم إلى خدمة الخديوي إسماعيل، حيث نال رتبة لواء في الجيش المصري، وعُيّن ياورًا للخديوي. كُلّف موت حينها بمهمة استقطاب ضباط أمريكيين من قدامى المحاربين في الحرب الأهلية للانضمام إلى الجيش الخديوي.

## النشأة
ولد موت في مدينة نيويورك، نيويورك، وهو ابن الدكتور فالنتاين موت (1785-1865) ولويزا دنمور مون. كان واحدًا من تسعة أطفال للزوجين. تلقى تعليمه في جامعة نيويورك حيث كان والده أستاذًا فخريًا للجراحة.